# Bocaja
Bocaja es una localidad de México, localizada en el municipio de San Salvador en el estado de Hidalgo.

## Toponimia
En idioma otomí significa “lugar donde hay tunas”.

## Historia
La localidad se fundó en 1920, cuando cinco familias deciden unirse para evitar se anexionadas a las localidades de Poxindeje y El Olvera. Celebrndose su primera feria patronal el 12 de febrero de 1920.

## Geografía
Se encuentra en la región geográfica del Valle del Mezquital. A la localidad le corresponden las coordenadas geográficas 20° 16’ 14.926” de latitud norte y 99° 00’ 36.746” de longitud oeste; con una altitud de 1960 m s. n. m. Cuenta con un clima semiseco templado.
En cuanto a fisiografía se encuentra en la provincia del Eje Neovolcanico, dentro de la subprovincia de Sierras y Llanuras de Querétaro e Hidalgo; su terreno es de llanura. En lo que respecta a la hidrografía se encuentra posicionado en la región del Pánuco, dentro de la cuenca del río Moctezuma, y en la subcuenca del río Actopan.

## Demografía
En 2020 registró una población de 659 personas, lo que corresponde al 1.79 % de la población municipal. De los cuales 304 son hombres y 355 son mujeres.
| Gráfica de evolución demográfica de Bocaja entre 1940 y 2020                                 |
|                                                                                              |
| Población de los censos y conteos del Instituto Nacional de Estadística y Geografía (INEGI). |